# Ђакон
Ђакон (грч. διάκονος), свештенослужитељски чин и најнижи степен црквене јерархије, посвећен хиротонијом. Самостално не може да врши ниједно богослужење, већ само помаже епископима и презвитерима. Ђакона рукополаже епископ.
То је позиција у Хришћанској цркви која је углавном повезана са неком врстом службе Богу. Иако су у прошлости имали значајније улоге, данас су углавном само испомоћ приликом литургија.
Ђакон, као установа, потиче из апостолског времена. Наиме, пошто су се апостоли налазили на челу Цркве, њихова прва и основна служба била је проповед о Господу Исусу Христу и његовом учењу. Али, када се број ученика повећао, а бриге око управљања црквеном општином умножиле, апостоли су предложили да се изаберу посебни људи који ће преузети бригу око административних и других послова: „Не доликује нама (апостолима) да оставивши ријеч Божју служимо око трпезе.“ (Дап 6,2), како би дванаесторица могла непрестано да пребивају „у молитви и у служби ријечи“. (Дап 6,4) И изабрали су седам људи: Стефан, Филип, Прохор, Никифор, Тимон, Пармен и Никола, које ће црквено предање назвати ђаконима (јеванђелист Лука опширно описује избор и хиротонију седморице ђакона - Дап 6,1-6).
У почетку хришћанства (у апостолско доба), у Цркви су служиле и старије, побожне жене - ђаконисе (грч. διακονίσσαι). Ђакони су имали литургијску и катихетску функцију, мада су у неким случајевима ђакони вршили и мисионарску службу, проповедали (Дап 7,2; 8,5) и вршили су и друге послове. Служба ђакона назива се ђаконија (грч. διακονία), а та реч налази се у Новом завету не само у значењу службе ђакона (Рим 12,7) него и уопштеном значењу службе (Јев 1,14), службе пророка, апостола (1 Тим 1,12; Дап 1,17).
Ђакона има мирског и монашког реда (јерођакон). Почасно звање ђакона мирског реда је протођакон, а монашког - архиђакон. Одежду ђакона чине: орар, стихар и наруквице. 